# رالف ويلسون
رالف ويلسون (بالإنجليزية: Ralph Wilson)‏ هو لاعب جمباز فني أمريكي (و. 1880 – 1930 م).

## وصلات خارجية
- رالف ويلسون على موقع أوليمبيديا (الإنجليزية)